# 乔舒亚·贝尔茨
乔舒亚·贝尔茨（英語：Joshua Beltz，1995年4月24日—），来自塔斯马尼亚州，澳大利亚男子曲棍球运动员。他曾代表澳大利亚国家队参加2020年夏季奥林匹克运动会曲棍球比赛，获得一枚银牌。